# Rad-Weltcup der Frauen 2004
Der Rad-Weltcup der Frauen 2004 war die 7. Austragung des Rad-Weltcups der Frauen, einer seit der Saison 1998 vom Weltradsportverband UCI ausgetragenen Serie der wichtigsten Eintagesrennen im Straßenradsport der Frauen. Die Fahrerinnenwertung gewann die Australierin Oenone Wood.
| Rennen                                       | Erste             | Zweite            | Dritte                        |
| -------------------------------------------- | ----------------- | ----------------- | ----------------------------- |
| Rund um die Nürnberger Altstadt              | Petra Rossner     | Angela Brodtka    | Oenone Wood                   |
| Rotterdam Tour                               | Petra Rossner     | Angela Brodtka    | Tanja Schmidt-Hennes          |
| Grand Prix de Plouay                         | Edita Pučinskaitė | Mirjam Melchers   | Oenone Wood                   |
| Coupe du Monde Cycliste Féminine de Montréal | Geneviève Jeanson | Judith Arndt      | Olivia Gollan                 |
| La Flèche Wallone                            | Sonia Huguet      | Hanka Kupfernagel | Edita Pučinskaitė             |
| Flandern-Rundfahrt                           | Sulfija Sabirowa  | Trixi Worrack     | Leontien Zijlaard-van Moorsel |
| Castilla y Leon                              | Angela Brodtka    | Oenone Wood       | Mirjam Melchers               |
| Primavera Rosa                               | Sulfija Sabirowa  | Mirjam Melchers   | Oenone Wood                   |
| Geelong Tour                                 | Oenone Wood       | Petra Rossner     | Miho Oki                      |
| Endstand Gesamtwertung                       | Oenone Wood       | Petra Rossner     | Angela Brodtka                |